# Aechmea longicuspis
Espèce
Classification phylogénétique
Aechmea longicuspis est une espèce de plantes à fleurs de la famille des Bromeliaceae qui se rencontre en dans le nord-ouest de l'Amérique du Sud.

## Distribution
L'espèce se rencontre en Bolivie, Colombie, Équateur et Pérou.

## Description
L'espèce est épiphyte.